# دانا وايس
دانا وايس (بالعبرية: דנה ויס‏) هي صحفية ومحامية إسرائيلية، ولدت في 4 مايو 1969 في القدس في إسرائيل.